# Kodomo no Omocha
Kodomo no Omocha (こどものおもちゃ Kodomo no Omocha?, lit. Los juguetes de los niños), a veces abreviado como Kodocha, también conocida como El juguete de los niños en España, es una serie de manga de género comedia romántica/drama escrita e ilustrada por Miho Obana. El manga se creó en agosto de 1994 y se terminó de publicar en noviembre de 1998, mientras que el anime salió el 5 de abril de 1996 y terminó de emitirse el 27 de marzo de 1998.

## Argumento
La historia se centra en Sana Kurata, una niña de 11 años perfectamente normal, a excepción de ser hiperactiva y demasiado inquieta, que es famosa y trabaja en el mundo del espectáculo y vive con su madre excéntrica que se pasea en su casa con un mini auto de juguete y una ardilla vive en su cabeza. Sana vive enamorada de su mánager, chofer y "cafiche" Rei Sagami. Asiste regularmente a la escuela, aunque es un lío, ya que sus días de paz se acabaron cuando entró en su salón Akito Hayama, un chico problemático que es el líder de los niños de su salón, y se encarga de hacerle la vida imposible a su maestra y compañeros. Sana se verá en la tarea de ponerle un alto a Hayama, al grado de comenzar a conocer acerca de su familia y sus problemas y tratando de solucionarlos, con lo que no contaba Sana, es que Hayama se enamoraría de ella, pero es tan despistada que tardará mucho en entenderlo. La historia avanza y nos adentra a la amistad que tiene Sana con sus compañeros y a su amistad con su mejor amigo Akito Hayama, Kodomo no Omocha, una serie de niños, con los problemas de adultos siempre alrededor de nuestra pequeña, pero admirable actriz, empezando desde su vida en 6º de primaria hasta su 1º año en secundaría. A pesar de que ella ya tiene problemas de familia, ella es adoptada; encontrada en un parque, y así después en el anime se ve que conoce a su verdadera mamá, que la tuvo a Sana a los 14 años, esta tiene una hija de 3 años como en el anime se puede ver, a quien conoce y le pide que ya nunca más le vuelva a ver, por el bien de las dos.

## Personajes
Sana Kurata (倉田紗南 Kurata Sana?)
Seiyū: Shizue Oda
Sana es la protagonista de la historia. Tiene 11 años y es bastante hiperactiva. Sana es la personificación de cómo es un niño: es alegre, extrovertida, algo payasa, un poco ruidosa y para nada tímida. Es bastante despistada y si no le dicen de frente las cosas y claramente, nunca se dará cuenta de ellas. Solía creer que era novia de su mánager Rei Sagami pero este luego mostrara sus verdaderos sentimientos a lo largo de la historia. Sana tiene varios pretendientes aunque ella no se da cuenta de ello; finalmente entenderá que se enamora de Akito Hayama. Ella se siente tranquila cuando está junto a él mas la frase dicha por Hayama que la reconforta cuando se siente triste o averginzada ' Si tienes un problema, ven a verme '. A lo largo de la serie se ve cómo va madurando un poco en su conducta.En la segunda temporada se va con Naozumi a Nueva York, acepta ir después de que Naozumi contara frente los medios que el chico que le gusta era Hayama solo que no dijo el nombre.
Akito Hayama (羽山秋人 Hayama Akito?)
Seiyū: Tatsuya Nakazaki
Inicialmente presentado cómo el líder de una banda de revoltosos que forma con los chicos de su clase, Hayama es un chico estoico, inexpresivo y aparentemente carente de emociones que sufre en su casa porque su hermana le culpa de matar a su madre nada más nacer y su padre no hace nada al respecto. Conocer a Sana y hacerse su amigo le cambiará la vida. Él está enamorado de Sana y a medida que avanza la serie Sana le da vueltas a su vida. Después de que las revistas dijeron que Sana y Naozumi eran pareja se quedó solo, empezó a salir con Fuka ya que Sana era muy lenta en cuanto a los sentimientos que expresaba a ella. Pero al final si siguió enamorado de Sana. En el último episodio de la serie, se prometen revelar sus sentimientos cuando Hayama termine su prueba de karate. Ha besado a Sana tres veces.
Naozumi Kamura (加村直澄 Kamura Naozumi?)
Seiyū: Minami Omi
Es un chico gentil y un artista también huérfano, en el orfanato Sana y él se conocen ahí a partir de ese momento Sana es su inspiración para salir en los medios primeramente es un fan como cualquier otro, pero luego se enamora de ella con sentimientos no muy bien correspondidos.Luego se hacen grandes amigos los mejores después del viaje a Nueva York. 
Tsuyoshi Ohki (大木剛 Ōki Tsuyoshi?)
Seiyū: Misawa Mayume
Es un amigo de Akito y de Sana que al principio estaba enamorado de ella porque accidentalmente esta le regaló unos chocolates el día de San Valentín, pero una chica llamada Aya al defenderlo se volvió a enamorar ya que en muy débil con las mujeres. Es un excelente amigo y se preocupa mucho por la relación de Sana y Akito. Llega un punto en la serie en la cual sus padres se divorcian y pasa a llamarse Tsuyoshi Sasaki (佐々木剛 Sasaki Tsuyoshi?). Aunque es bastante inteligente, cuando se enfada pierde el control (cosa que heredó de su padre). Tiene una hermana pequeña llamada Aono.
Aya Sugita (杉田亜矢 Sugita Aya?)
Es una amiga de Sana y la novia de Tsuyoshi. Es una chica muy tierna y sensible siempre se preocupa por Sana y Tsuyoshi.
Babbit (バビット Babbit?)
Seiyū: Tomoko Hikita
Sólo aparece en el anime. Se trata de un murciélago blanco que hace de narrador algunas veces, rompiendo la cuarta barrera a menudo cuando se dirige a quienes ven la serie. Sus cameos le vuelven un personaje muy divertido y también popular y algunas veces incluso interactúa con los personajes de la serie. Un gag recurrente en el anime es que la gente se olvida con facilidad de su nombre. Su nombre es un juego de palabras entre "murciélago" y "conejo" en inglés (bat + rabbit = babbit).
Rei Sagami (相模玲 Sagami Rei)
El agente, novio oficial y "cafiche" de Sana, quién era un mendigo que vivía fuera de una estación de trenes hasta que una Sana más joven lo acogió en su casa, para consternación de su madre, esta profundamente agradecido con ella y, por ende, dispuesto a cumplir cualquier orden de la misma, además de ponerla siempre en primer lugar. Tiene una relación cordial con Misako aunque no esta exento de llegar a tener roces cuando es publicada la biografía de Sana. Tiene aversión hacia Hayama debido a su pasado, aunque ambos han llegado a tenerse cierto respeto mutuo al avanzar el manga, sin embargo nunca llegan a congeniar realmente. Usa lentes oscuros de manera permanente por petición de Sana, 'para ocultar lo guapo que es'.
A pesar de que Sana lo presenta como su cafiche, en realidad Rei le entrega su dinero íntegro a Misako quién lo coloca en una cuenta especial para Sana; también Rei está enamorado de Asako Kurumi, sentimiento que ella le corresponde, pero se rehúsa a aceptarlo por el bienestar de Sana, hasta que la madre de la misma le deja claro que Rei no la ama; a partir de ese momento Sana deja de asumir que Rei es su novio y le advierte que si no cuida bien a Asako ella hará que él se arrepienta, luego de su 'ruptura' con Sana busca a Asako y empiezan una relación.
Misako Kurata (倉田美紗子 Kurata Misako)
La excéntrica madre adoptiva de Sana, es una escritora reconocida. Años antes de empezar el manga ella estaba casada, sin embargo tras recibir la noticia de que 'solo' tenía un 5% de quedar embarazada se deprimió y se divorció, tomando la decisión de llevar una vida excéntrica. Años después ella cambiaría el 'solo' a tener un 5% de esperanza, aunque fue Sana quién le otorgó esa visión. Durante uno de sus habituales paseos se encontró con un bebé abandonado en un parque; tomándolo como señal ella se interesó en el caso y en cuanto tuvo la oportunidad la adoptó, nombrando al bebé Sana por haberla encontrado un 7 de marzo (de haber nacido el 6 Sana declara que su nombre habría sido 'Samu' o Sam).
Suele ser una mujer muy bromista y difícilmente se le ve enojada, puede llegar a ser algo brusca y directa. Es uno de los pocos personajes con los que Hayama jamás ha sido grosero y le tiene respeto, ella por su parte parece encontrarlo hasta cierto punto simpático, aunque no es indiferente a la actitud de lobo solitario que posee el chico. Ama profundamente a su hija y su mayor temor es que, al encontrar a su verdadera madre, Sana la abandoné.
Matsui Fuka (松井深香 Fuka Matsui)
Es la mejor amiga de Sana, la conoció en el baño en su primer día de secundaria. Fuka es una réplica exacta de Sana, con la diferencia de acento (occidental) y su cabello. Al principio odiaba a Hayama, ya que este le robó un beso en el jardín de niños solo para ganar 60 yenes en una apuesta, lo que provocó que Takaishi, un chico que gustaba de Fuka como ella a él, dejara de hablarle ; pero mientras Sana estaba con Naozumi en Nueva York, le pidió el favor a Hayama de ser su novio falso, aunque después de eso terminaron juntos. Cuando Sana volvió, ella descubrió que Hayama seguía enamorado de su amiga como ella de él.
En un accidente que tuvo en una galería de juegos causó una ceguera temporal, que hizo creer a sus padres que Hayama era el culpable, aunque no era así. Durante ese tiempo, ella terminó con Hayama para que sea "feliz" con Sana. A partir de ahí, empezó a apoyar su relación. Se destaca bastante académicamente y es muy buena en el club de gimnasia. Su cumpleaños en Nochebuena.

## Lanzamiento

### Manga
El manga de Kodocha tuvo un total de 10 tomos compuestos por 52 capítulos y fue originalmente serializado por Shūeisha en la revista Ribon desde agosto de 1994 a noviembre de 1998. Muy diferente al anime.
Los 10 tomos del manga fueron publicado por Planeta DeAgostini en España como «El juguete de los niños» entre 2002 y 2003.

### Anime
La versión anime está compuesta por 102 episodios de TV que se emitieron semanalmente en Japón desde el 5 de abril de 1996 hasta el 27 de marzo de 1998, incluyendo los capítulos de relleno. Los primeros 51 episodios tratan el arco de la vida en la escuela elemental y los restantes 51 episodios tratan el arco de la enseñanza secundaria. Es muy distinto al manga, en éste las situaciones son menos dramáticas y más cómicas, mientras tanto en el manga es lo opuesto.

## Banda sonora
| Temporada | Canción              | Cantante          | Letrista                      |                               |
| --------- | -------------------- | ----------------- | ----------------------------- | ----------------------------- |
| Primera   | 19 O'Clock News      | Tokio             | Tokio                         |                               |
| Primera   | Panniku!             | Still Small Voice | Still Small Voice             |                               |
| Segunda   | Ultra Relax          | Shinohara Tomoe   | Masuda Megumi, Yoshida Masaki | Masuda Megumi, Yoshida Masaki |
| Segunda   | Daijobu              | Tomoko Hikita     | Tomoko Hikita                 |                               |
| Segunda   | Pinch~Love me Deeper | Rina Chinen       | Rina Chinen                   | Rina Chinen                   |